# Neola (Iowa)
Neola – miasto w Stanach Zjednoczonych, w stanie Iowa, w hrabstwie Pottawattamie. Zgodnie ze spisem statystycznym z 2000 roku, miasto liczyło 845 mieszkańców.